# Maria Pascoli
Maria Pascoli   (San Mauro Pascoli, 1 de novembre de 1865 - Castelvecchio Pascoli, 5 de desembre de 1953), coneguda com a Mariù, va ser una novel·lista i intel·lectual italiana. És la germana del poeta Giovanni Pascoli, a qui va assistir fins a la seva mort i va guardar els arxius a la casa que porta el seu nom.

## Biografia
Nascuda el 1865 en San Mauro, Maria fou la més jove de la seva família, la menor de deu fills. Va perdre al seu pare als dos anys, i un any després, la seva germana gran Margherita mor: L'any següent, la seva mare Caterina mor per la pena. Maria i la seva germana Anada viuran en Sogliano al Rubicone, a casa de la seva tia materna Rita Vicenzi Allocatelli.
Maria assisteix al seu germà poeta, fent tot el que està al seu poder per donar-li suport en la seva obra literària fins a la seva mort el 1912. Pascoli l'havia convertit en la seva única llegada. El sobreviu més de quaranta anys i així ella tingué una contribució fonamental al coneixement dels detalls de la seva vida. Es queda a la vila de Castelvecchio, mantenint molts records en els seus diaris.
Va morir el 1953, i va llegar per la seva voluntat «.... la casa, la capella, els llibres, els records de la família i altres coses de la casa del seu germà Giovanni» al municipi de Barga. Està enterrada a la capella de casa seva a Castelvecchio, al costat del seu germà Giovanni.

## Obra
- Maria Pascoli, Lungo la vita di Giovanni Pascoli (memòries en col·laboració amb Augusto Vicinelli), Milà, Arnoldo Mondadori Editore, 1961